# Ivan Vasiljevič Kapitonov
Ivan Vasiljevič Kapitonov (rusky Иван Васильевич Капитонов; 10. únorajul. / 23. únoragreg. 1915 Serovskoje Tambovská gubernie – 28. května 2005 Moskva) byl sovětský stranický a státní činitel. V letech 1965—1986 byl tajemníkem Ústředního výboru KSSS. V období 1986—1988 působil jako předseda Ústřední revizní komise KSSS.